# Lijst van voetbalinterlands Argentinië - Trinidad en Tobago (vrouwen)
Deze lijst van voetbalinterlands is een overzicht van alle officiële voetbalinterlands tussen de nationale vrouwenteams van Argentinië en Trinidad en Tobago. De landen hebben tot nu toe twee keer tegen elkaar gespeeld. 

## Wedstrijden
| № | Plaats   | Datum         | Competitie                  | Wedstrijd                       | Uitslag |
| - | -------- | ------------- | --------------------------- | ------------------------------- | ------- |
| 1 | onbekend | 28 april 2007 | Vriendschappelijk           | Argentinië − Trinidad en Tobago | 2 − 0   |
| 2 | Hamilton | 11 juli 2015  | Pan-Amerikaanse Spelen 2015 | Argentinië − Trinidad en Tobago | 2 − 2   |

## Samenvatting
| Competitie             | Totaal gespeeld | Winst Argentinië | Gelijk | Winst Trinidad en Tobago | Doelsaldo Argentinië – Trinidad en Tobago |
| ---------------------- | --------------- | ---------------- | ------ | ------------------------ | ----------------------------------------- |
| Pan-Amerikaanse Spelen | 1               | 0                | 1      | 0                        | 2 − 2                                     |
| Vriendschappelijk      | 1               | 1                | 0      | 0                        | 2 − 0                                     |
| Totaal                 | 2               | 1                | 1      | 0                        | 4 − 2                                     |